# Phalaris canariensis
L'escaiola (Phalaris canariensis) és una espècie de planta herbàcia de la família de les poàcies cultivada com a cereal secundari per les seves llavors, apreciades pels ocells.
És una planta anual (teròfit) cespitosa, glabrescent, amb un tronc dret de 40 cm a 1 m d'alçada, esbelta de tiges rígides i fulles, de 4 a 10 mm d'amplada i de 4 a 20 cm de llegada i amb una lígula de 3 a 8 mm.; Beina foliar superior fortament eixamplada. Panícula terminal compacta i ovalada de 2 a 5 cm de llargada de color blanquinós i textura de paper. Espiguetes en grups de tres o més, hermafrodites, sense aresta i amb glumes obovades, mucronades, enteres o poc dentades i carenades; lemma fèrtil de 5-6 mm. La llavor és de color marró brillant. Floreix d'abril a juliol.
És una espècie nativa del nord-oest d'Àfrica i la Macaronèsia: apareix de forma espontània al Marroc, illes Canàries, Açores i l'Madeira. A la costa del mediterrani occidental (i a Catalunya), també apareix en ambients ruderals, de forma més o menys freqüent, tot i que és una espècie introduïda en aquesta contrades, cultivada generalment per a la producció de llavor per alimentar ocells. És un cereal d'hivern que es cultiva a tota la conca del Mediterrani i moltes regions de clima temperat. Els principals productors d'escaiola del món són el Canadà, Tailàndia, Argentina i Austràlia.

## Usos

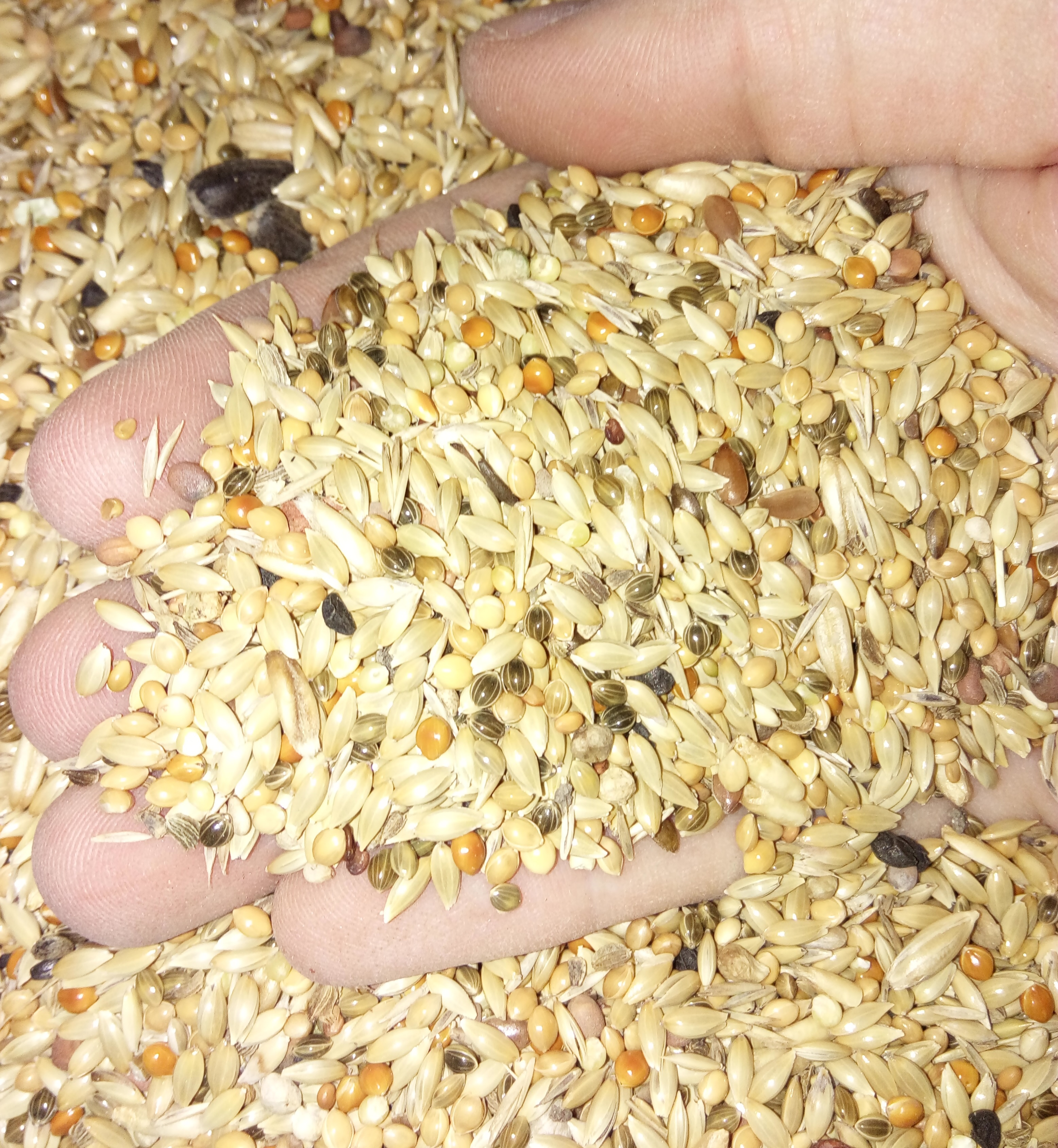
Mescla d'escaiola i mill per a pinso

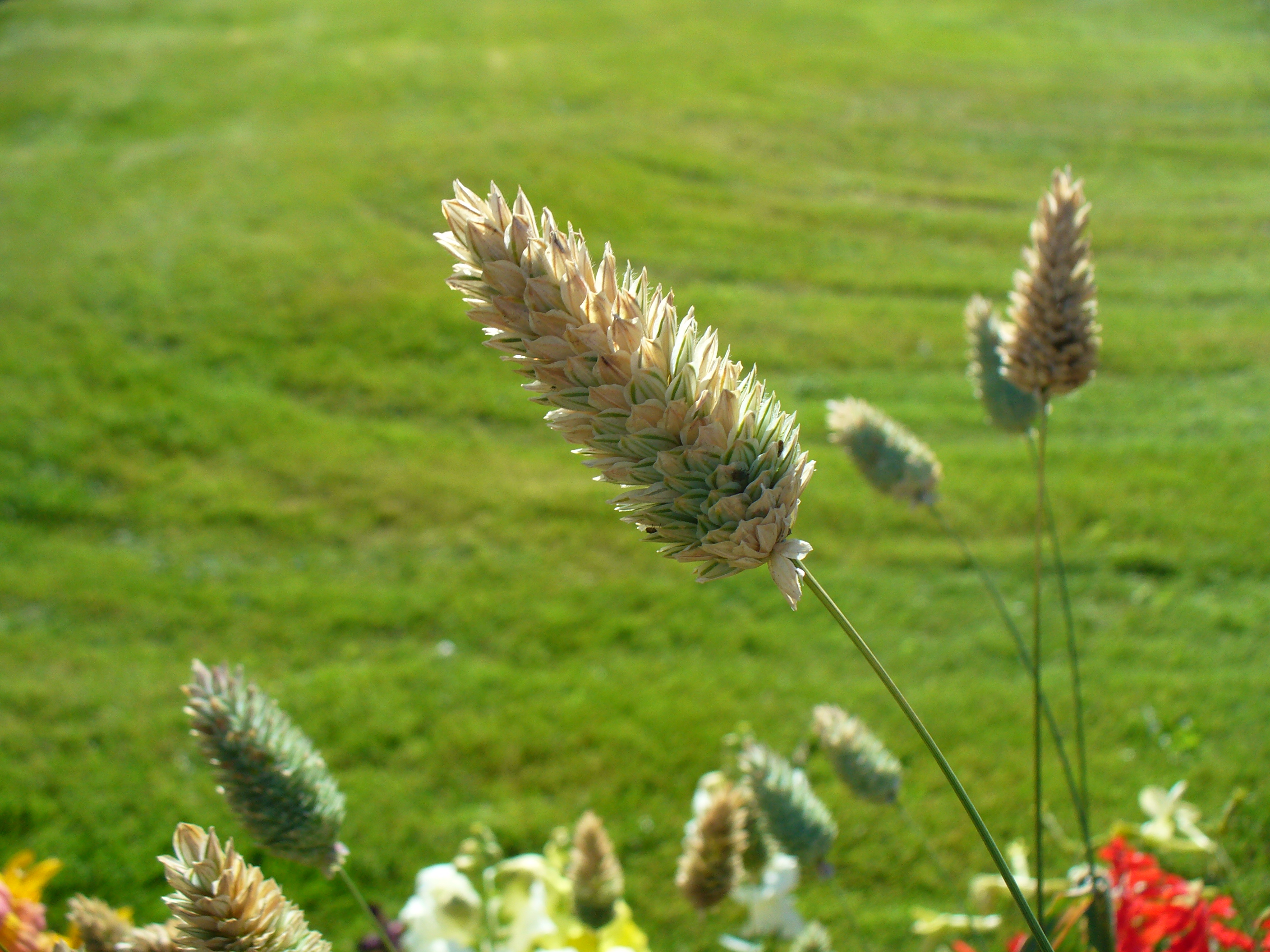
Detall de la inflorescència

Gramínia força cultivada per al seu ús com aliment per a ocells domestics, principalment a canaris així com a bestiar de diferent tipus pel seu valor nutritiu. En humans, tot i que s'ha utilitzat com a aliment ocasional per a fer farines i altres aliments processats com a gra torrat, no se n'aconsella el seu consum, degut a la presència de tricomes silicatats de naturalesa carcinògena.
| Pos. | País      | Milions de tones | Pos.  | País    | Milions de tones |
| ---- | --------- | ---------------- | ----- | ------- | ---------------- |
| 1    | Canadà    | 145              | 7     | Turquia | 0,92             |
| 2    | Argentina | 44,35            | 8     | Txèquia | 0,73             |
| 3    | Tailàndia | 36,40            | 9     | Espanya | 0,19             |
| 4    | Austràlia | 5,01             | 10    | Marroc  | 0,09             |
| 5    | Hongria   | 4,50             | 11    | Mèxic   | 0,03             |
| 6    | Uruguai   | 3,79             | Total | Món     | 240,99           |